# West-Germaanse talen

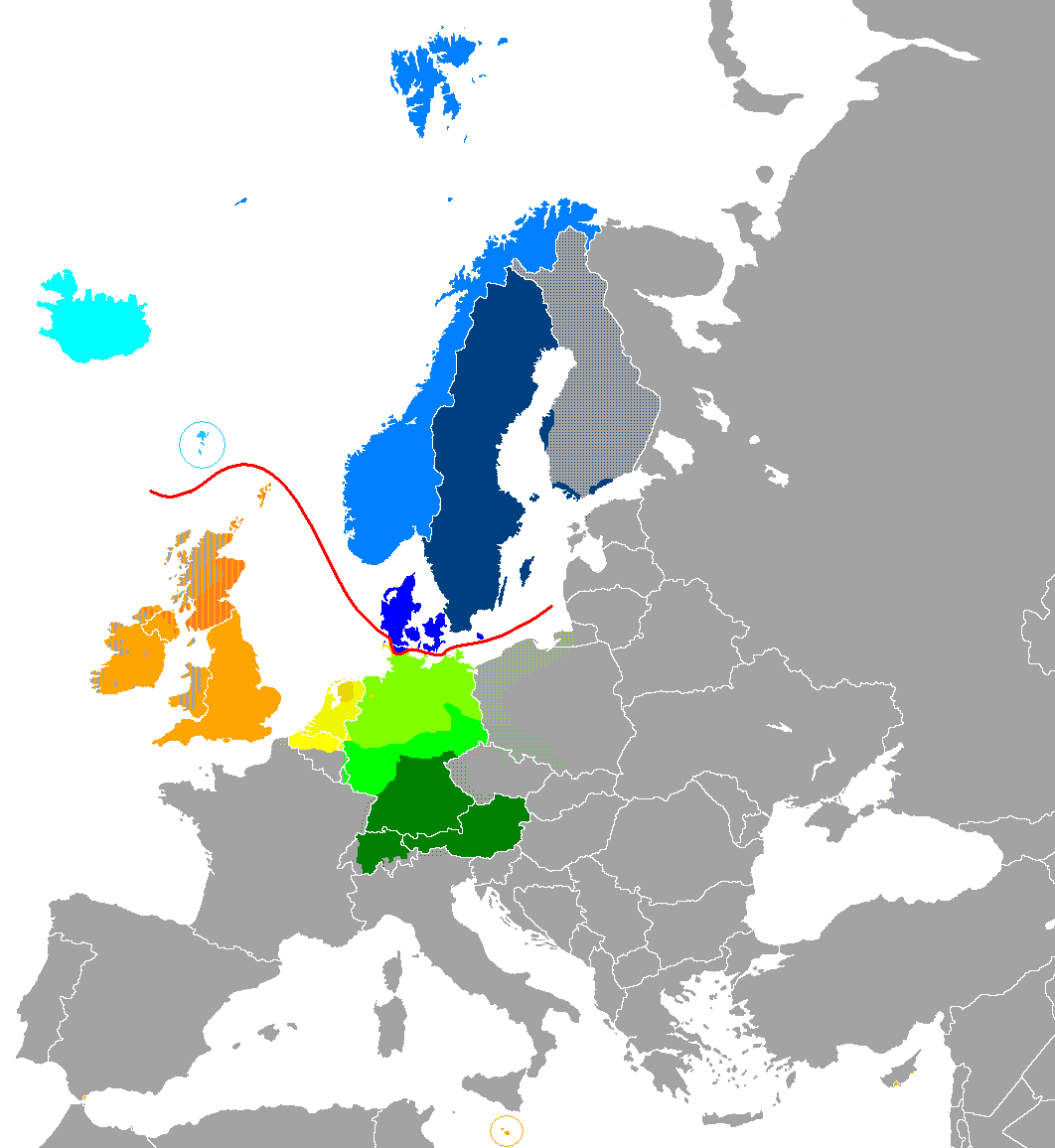
Onder de rode lijn verschillende West-Germaanse talen:
Schots
Engels
Fries
Nederlands
Nederduits
Middelduits (Hoogduits)
Opperduits (Hoogduits)
Andere West-Germaanse talen:
Afrikaans
Limburgs
Luxemburgs
Jiddisch
Wymysoojs

De West-Germaanse talen vormden volgens de traditionele opvatting een subgroep van de Germaanse talen. Het begrip West-Germaans is omstreden en wordt in de moderne taalwetenschap niet meer zo vaak gebruikt als vroeger (zie Germaanse talen). De talen die men traditioneel West-Germaans noemt, zijn de grootste en belangrijkste groep binnen deze taalfamilie.
- Anglo-Fries
  - Angelsaksische talen
    - Engels[1]
    - Schots[1]

  - Friese talen[1]
    - Fries
    - Saterfries
    - Noord-Fries
- Nederduits
  - Nedersaksisch
  - Oost-Nederduits
    - Plautdietsch
- Nederfrankisch
- Nederlands
  - Afrikaans
  - Limburgs
- Hoogduits
  - Middelduits
    - Westmiddelduits
      - Luxemburgs

    - Oostmiddelduits
      - Jiddisch

  - Opperduits
    - Oostfrankisch
    - Zuid-Frankisch
    - Beiers
    - Alemannisch
    - Longobardisch

## Alternatieve stamboom
In bovenstaande stamboom ligt het accent op hoe de West-Germaanse talen zich ontwikkeld hebben ongeveer vanaf de Grote Volksverhuizing. Een probleem met deze indeling is, dat er minder gelet wordt op de dialectische afstamming van deze talen. Tacitus beschrijft in Germania drie groepen Germanen, de Ingvaeones, Irminones en de Istvaeones, die volgens oudere onderzoekers aan de basis staan van de dialectische oorsprong van de West-Germaanse talen:
- Noordzeegermaans (Ingveoons)
  - Engels
  - Schots
  - Fries
  - Nederduits
    - Nedersaksisch
    - Oostnederduits
      - Plautdietsch
- Irminoons (Elbe)
  - Longobardisch
  - Hoogduits
    - Duits
    - Luxemburgs
    - Jiddisch
- Istvaeoons (Rijn-Weser-Germaans)
  - Nederfrankisch
    - Nederlands
      - Afrikaans

Deze stamboom richt zich meer op de oorsprong van de talen, waardoor duidelijk wordt dat het Nedersaksisch haar dialectische oorsprong gemeen heeft met het Engels (een Saksische taal) en Fries. Probleem is echter dat in deze stamboom niet duidelijk wordt dat het Nederlands en Nedersaksisch, alhoewel verschillend in dialectische oorsprong, een gezamenlijke ontwikkeling hebben doorgemaakt. Beide stambomen hebben daarom hun waarde.